# Adejeania conclusa
Adejeania conclusa là một loài ruồi trong họ Tachinidae.